# Loaded (альбом The Velvet Underground)
Loaded — четвёртый студийный альбом американской рок-группы The Velvet Underground, выпущенный в ноябре 1970 года на дочернем лейбле Atlantic Records, Cotillion. Несмотря на то, что с него было выпущено несколько синглов, сам альбом не попал в чарты.
Это был последний альбом, записанный с участием основателя и основного автора песен Лу Рида, который ушёл незадолго до его выхода. Другие участники-основатели Стерлинг Моррисон и Морин Такер ушли в 1971 году. По этой причине фанаты часто считают его «последним» альбомом Velvet Underground.
В дальнейшем альбом получил положительную оценку; в 2012 году Loaded занял 110 место, а в 2020 году — 242 место в списке 500 величайших альбомов всех времен по версии Rolling Stone.

## Об альбоме
Loaded был коммерческой попыткой, нацеленной на радиостанции, а название альбома относится к просьбе Atlantic, чтобы группа выпустила альбом «нагруженный хитами», с двойным значением слова «нагруженный», которое также может означать «полный наркотиков» или «действительно под кайфом от наркотиков». Вокалист/басист Дуг Юл говорил: «На Loaded было большое желание выпустить хитовый сингл, был такой менталитет: „Что из этого является синглом, как это будет звучать, если мы сократим его до 3,5 минут“, так что это была главная тема для группы в тот момент. И я думаю, что третий альбом в значительной степени демонстрирует это, поскольку многие из этих песен были задуманы как синглы, и если их послушать, то можно услышать производные, например, это песня в духе Фила Спектора, или это песня в духе этого человека».
Рид критически отнёсся к окончательному микшированию альбома. Он покинул Velvet Underground 23 августа 1970 года, но альбом Loaded вышел только через три месяца, в ноябре. После его выхода Рид утверждал в интервью, что альбом был отредактирован и перемикширован без его согласия.
Одной из претензий Рида, возникших в результате несанкционированного пересведения, было то, что из песни «Sweet Jane» была вырезана фраза «heavenly wine and roses». В оригинальной записи эта фраза была призвана обеспечить идеально плавный бридж к полноценной плагальной каденции двухаккордовой версии припева (предыдущие припевы в песне имеют 4-х аккордовый рифф). В своих первых сольных выступлениях Рид включал этот  куплет (см., например, American Poet) до 1973 года, когда стал регулярно опускать его, поскольку бридж менее удачно вписывался в более хард-роковую версию (как, например, на Rock ’n’ Roll Animal). Однако после Рида группа под лидерством Юла всегда исполняла песню с включённым куплетом. В ретроспективе записей Рида с Velvet Underground и в качестве сольного исполнителя NYC Man (The Ultimate Collection 1967-2003), которая была составлена самим Ридом, используется укороченная версия. На вопрос о сокращённых версиях «Sweet Jane» и «New Age» и давних заявлениях Рида о том, что они были отредактированы без его согласия, Юл заявил, что Рид на самом деле сам отредактировал эти песни. «Он отредактировал их. Вы должны понять, что в то время мотивация была… Лу, да и все мы, были нацелены на одно, а это был успех, а для успеха в музыке нужно было иметь хит, а хит должен был быть в темпе, коротким, без отступлений, прямолинейным, в основном, нужен был хук и что-то для подпитки хука, и все. Песня „Sweet Jane“ была аранжирована именно так, как она звучит на оригинальном релизе Loaded, именно по этой причине — чтобы стать хитом! 'Who Loves The Sun' была сделана именно так по этой причине — чтобы стать хитом!»
Рид также чувствовал себя ущемлённым из-за того, что он был указан третьим в титрах альбома; из-за большой фотографии Юла, играющего на пианино; и из-за того, что все авторские заслуги неправомерно отнесены к группе, а не к самому Риду. Новые издания удовлетворили многие из претензий Рида: теперь он признан основным автором песен альбома; он указан наверху в списке состава группы, а с бокс-сета 1995 года Peel Slowly and See доступен другой микс, восстанавливающий «Sweet Jane», «Rock & Roll» и «New Age» до полноформатных версий, которые Рид изначально записал .
Хотя она указана на обложке, в альбоме не участвовала барабанщица Velvet Underground Морин Такер, поскольку в то время она была беременна. Обязанности барабанщика в основном выполняли басист Дуг Юл, звукорежиссёр Адриан Барбер, сессионный музыкант Томми Кастанеро и брат Юла Билли. Рид отметил, что «в Loaded не было Морин, а это любимая пластинка Velvet Underground у многих людей, так что мы не можем слишком теряться в мистике Velvet Underground… Она все ещё называется „Velvet Underground“. Но на самом деле это нечто другое.».
Стерлинг Моррисон сильно переживал по поводу возросшего присутствия Юла на Loaded, сказав: «Альбом вышел хорошим, с точки зрения производства он лучший, но он был бы лучше, если бы на всех треках был настоящий хороший вокал Лу». Хотя Моррисон участвовал в записи гитарных треков, он также посещал Городской колледж Нью-Йорка и распределял своё время между сессиями и занятиями, оставляя большую часть творческого вклада Риду и Юлу. Юл утверждал, что «Лу много опирался на меня в плане музыкальной поддержки и вокальных аранжировок. Я много сделал для Loaded. Все как бы свелось к рекреационной записи Лу и Дуга». Из десяти песен, вошедших в альбом Loaded, вокал Юла прозвучал в четырёх песнях: «Who Loves the Sun», которая открывает альбом, «New Age», «Lonesome Cowboy Bill» и «Oh! Sweet Nuthin'». Помимо вокальных партий, Юл исполнил все партии баса, фортепиано и органа, а также записал несколько гитарных композиций. Гитарные соло в песнях «Rock and Roll», «Cool it Down», «Head Held High» и «Oh! Sweet Nuthin'» были исполнены Юлом.
На оригинальных копиях альбома между первыми двумя песнями, «Who Loves the Sun» и «Sweet Jane», нет тишины: первая нота последней звучит как раз в тот момент, когда первая полностью затихает. Некоторые более поздние издания нарушают этот переход, вставляя несколько секунд тишины. На всех компакт-дисках Loaded сохранён оригинальный фрагмент без тишины.
На обложке альбома, созданной Станиславом Загорским, изображён вход на станцию метро Таймс-сквер, причём слово «downtown» написано неправильно — «dowtown».

## Оценки критиков и последствия
| Оценки критиков               | Оценки критиков |
| Источник                      | Оценка          |
| ----------------------------- | --------------- |
| AllMusic                      | [ 15 ]          |
| Blender                       | [ 16 ]          |
| Chicago Tribune               | [ 17 ]          |
| Christgau's Record Guide      | A               |
| Encyclopedia of Popular Music | [ 19 ]          |
| Pitchfork                     | 10/10           |
| Q                             | [ 21 ]          |
| The Rolling Stone Album Guide | [ 22 ]          |
| Spin Alternative Record Guide | 9/10            |
| Uncut                         | 8/10            |

Рецензируя Loaded в Rolling Stone, Ленни Кей написал, что «хотя Velvet Underground на Loaded более свободны и прямолинейны, чем мы их видели до сих пор, в альбоме есть некий подводный ток, который делает его чем-то большим, чем просто сборник хорошо проведённого времени». В The Village Voice Роберт Кристгау сказал, что музыка была настоящим рок-н-роллом, но также «действительно интеллектуальной и ироничной», а пение Рида воплощало этот парадокс.
По мнению независимого исследователя Дойла Грина, Loaded был «прямолинейным рок-н-роллом», который полностью отказался от авангарда и экспериментальной музыки предыдущих альбомов Velvet Underground, а песни «Sweet Jane» и «Rock & Roll» выделили группу как «основополагающий прото-панк». «Тройка из „Who Loves the Sun“, „Sweet Jane“ и „Rock & Roll“ входит в число лучших открытий трёх песен на любой рок-н-ролльной пластинке», — написал рецензент Paste Джефф Гоник. В «Энциклопедии музыки 20 века» (2014) музыкальный журналист Майкл Р. Росс назвал альбом «почти идеальным рок-альбомом», а Эрик Клингер из PopMatters назвал его «великим» поп-альбомом.
Он был вошёл под номером 295 в третьем издании списка «1000 лучших альбомов всех времён» Колина Ларкина (2000). В 2003 году Loaded занял 109 место в списке 500 величайших альбомов всех времен по версии Rolling Stone, затем был вновь помещён на 110 место в списке 2012 года и опустился до 242 места в списке 2020 года. Альбом содержит две известные песни Velvet Underground, «Sweet Jane» и «Rock & Roll», обе из которых до сих пор регулярно звучат на FM-радиостанциях классического рока . Альбом был полностью исполнен вживую рок-группой Phish в рамках одного из их концертов «музыкального костюмированного Хэллоуина» 31 октября 1998 года.
По состоянию на 2013 год, по данным Nielsen Soundscan, альбом Loaded был продан тиражом 250 000 копий.

## Список композиций
Все песни написаны Лу Ридом.
| №                   | Название            | Длительность |
| ------------------- | ------------------- | ------------ |
| 1.                  | «Who Loves the Sun» | 2:50         |
| 2.                  | «Sweet Jane»        | 3:55         |
| 3.                  | «Rock & Roll»       | 4:47         |
| 4.                  | «Cool It Down»      | 3:05         |
| 5.                  | «New Age»           | 5:20         |
| Общая длительность: | Общая длительность: | 19:57        |

| №                   | Название               | Длительность |
| ------------------- | ---------------------- | ------------ |
| 1.                  | «Head Held High»       | 2:52         |
| 2.                  | «Lonesome Cowboy Bill» | 2:48         |
| 3.                  | «I Found a Reason»     | 4:15         |
| 4.                  | «Train Round the Bend» | 3:20         |
| 5.                  | «Oh! Sweet Nuthin'»    | 7:23         |
| Общая длительность: | Общая длительность:    | 20:38 40:35  |

- Примечание: длина треков, указанная выше, взята с оригинальных изданий пластинок и обложек, которые также отражают версии «Full Length»; на самом деле оригинальный LP содержал более короткие версии некоторых треков, но эти изменения были внесены уже после издания пластинок.

## Переиздания
Альбом был официально выпущен на CD 7 июля 1987 года Warner Special Products. Время звучания некоторых композиций, указанное на задней стороне футляра для компакт-диска, неверно. Например, песня «Sweet Jane» обозначена как 3:55, в то время как на самом деле она длится около 3:18; «New Age» обозначена как 5:20, в то время как она ближе к 4:39.

### Peel Slowly and See
См. также статью Peel Slowly and See в английском разделе
Альбом Loaded был включён на пятый диск всеобъемлющего, охватывающего пятилетний период бокс-сета Peel Slowly and See, который был выпущен 26 сентября 1995 года лейблом Polydor Records. На диск вошли более продолжительные версии песен «Sweet Jane», «Rock & Roll» и «New Age», а также демозаписи, ауттейки и живые выступления.

### Fully Loaded
18 февраля 1997 года Rhino Records выпустила, Fully Loaded двухдисковое переиздание Loaded. Он содержит множество альтернативных дублей, альтернативных миксов и демо-версий песен Loaded и ауттейков, включая участие Морин Такер (ауттейк «I’m Sticking with You», вокал, и демо «I Found a Reason», ударные). Есть также «оркестровая» альтернативная запись песни «Ocean», для которой в примечаниях ошибочно указан Джон Кейл как исполнитель на органе. Согласно интервью 1995 года с Дугом Юлом, который играл на органе на этой записи, струнные инструменты, использованные в треке, были двумя виолончелями и контрабасом, предоставленными сессионными музыкантами, которые следовали музыкальной программе и указаниям Юла, и он не может вспомнить, чтобы Кейл когда-либо приходил на сессии.
Музыкальный журналист Дэвид Фрике сделал обширные примечания к Fully Loaded.
| №   | Название                               | Автор(ы)                              | Длительность |
| --- | -------------------------------------- | ------------------------------------- | ------------ |
| 1.  | «Who Loves the Sun»                    |                                       | 2:45         |
| 2.  | «Sweet Jane» (Полная версия)           |                                       | 4:06         |
| 3.  | «Rock & Roll» (Полная версия)          |                                       | 4:43         |
| 4.  | «Cool It Down»                         |                                       | 3:06         |
| 5.  | «New Age» (Длинная версия)             |                                       | 5:07         |
| 6.  | «Head Held High»                       |                                       | 2:58         |
| 7.  | «Lonesome Cowboy Bill»                 |                                       | 2:45         |
| 8.  | «I Found a Reason»                     |                                       | 4:17         |
| 9.  | «Train Round the Bend»                 |                                       | 3:22         |
| 10. | «Oh! Sweet Nuthin'»                    |                                       | 7:29         |
| 11. | «Ride into the Sun» (Демо)             | Джон Кейл, Моррисон, Рид, Морин Такер | 3:20         |
| 12. | «Ocean» (Ауттейк)                      |                                       | 5:43         |
| 13. | «I'm Sticking with You» (Ауттейк)      |                                       | 3:06         |
| 14. | «I Love You» (Демо)                    |                                       | 2:03         |
| 15. | «Rock & Roll» (Альтернативный микс)    |                                       | 4:41         |
| 16. | «Head Held High» (Альтернативный микс) |                                       | 2:15         |

| №   | Название                                     | Длительность |
| --- | -------------------------------------------- | ------------ |
| 1.  | «Who Loves the Sun» (Альтернативный микс)    | 2:59         |
| 2.  | «Sweet Jane» (Ранняя версия)                 | 5:22         |
| 3.  | «Rock & Roll» (Демо)                         | 4:45         |
| 4.  | «Cool It Down» (Ранняя версия)               | 4:14         |
| 5.  | «New Age» (Полная версия)                    | 5:44         |
| 6.  | «Head Held High» (Ранняя версия)             | 2:48         |
| 7.  | «Lonesome Cowboy Bill» (Ранняя версия)       | 3:14         |
| 8.  | «I Found a Reason» (Демо)                    | 3:16         |
| 9.  | «Train Round the Bend» (Альтернативный микс) | 4:36         |
| 10. | «Oh! Sweet Nuthin'» (Ранняя версия)          | 4:04         |
| 11. | «Ocean» (Демо)                               | 6:27         |
| 12. | «I Love You» (Ауттейк)                       | 2:03         |
| 13. | «Satellite of Love» (Альтернативное демо)    | 2:51         |
| 14. | «Oh Gin» (Демо)                              | 2:54         |
| 15. | «Walk and Talk» (Демо)                       | 2:47         |
| 16. | «Sad Song» (Демо)                            | 3:43         |
| 17. | «Love Makes You Feel Ten Feet Tall» (Демо)   | 4.09         |

### Loaded: Re-Loaded 45th Anniversary Reissue
Переиздание альбома на шести компакт-дисках, выпущенное в октябре 2015 года.
Диск 1
1. «Who Loves the Sun»
2. «Sweet Jane» (Полная версия)
3. «Rock and Roll» (Полная версия)
4. «Cool It Down»
5. «New Age» (Полная версия)
6. «Head Held High»
7. «Lonesome Cowboy Bill»
8. «I Found a Reason»
9. «Train Round the Bend»
10. «Oh! Sweet Nuthin'»
11. «I’m Sticking With You» (Session Outtake)
12. «Ocean» (Session Outtake)
13. «I Love You» (Session Outtake)
14. «Ride into the Sun» (Session Outtake)

Диск 2 — Промо-моно-версия
1. «Who Loves the Sun» (Mono)
2. «Sweet Jane» (Mono)
3. «Rock & Roll» (Mono)
4. «Cool It Down» (Mono)
5. «New Age» (Mono)
6. «Head Held High» (Mono)
7. «Lonesome Cowboy Bill» (Mono)
8. «I Found a Reason» (Mono)
9. «Train Round the Bend» (Mono)
10. «Oh! Sweet Nuthin'» (Mono)
11. «Who Loves the Sun» (Mono Single Version)
12. «Oh! Sweet Nuthin'» (Mono Single Version)
13. «Rock & Roll» (Mono Single Version)
14. «Lonesome Cowboy Bill» (Mono Unissued Single)

Диск 3 — Демо, ранние версии и альтернативные миксы
1. «Rock & Roll» (Demo)
2. «Sad Song» (Demo)
3. «Satellite of Love» (Demo)
4. «Walk and Talk» (Demo)
5. «Oh Gin» (Demo)
6. «Ocean» (Demo)
7. «I Love You» (Demo)
8. «Love Makes You Feel Ten Feet Tall» (Demo Remix)
9. «I Found a Reason» (Demo)
10. «Cool It Down» (Ремикс ранней версии)
11. «Sweet Jane» (Ремикс ранней версии)
12. «Lonesome Cowboy Bill» (Early Version Remix)
13. «Head Held High» (Ремикс ранней версии)
14. «Oh! Sweet Nuthin'» (Ремикс ранней версии)
15. «Who Loves the Sun» (Альтернативный микс)
16. «Sweet Jane» (Альтернативный микс)
17. «Cool It Down» (Альтернативный микс)
18. «Lonesome Cowboy Bill» (Альтернативный микс)
19. «Train Round the Bend» (Альтернативный микс)
20. «Head Held High» (Альтернативный микс)
21. «Rock & Roll» (Альтернативный микс)

Диск 4 — Live at Max’s Kansas City, 23 августа 1970
1. «I’m Waiting for the Man»
2. «White Light White Heat»
3. «I’m Set Free»
4. «Sweet Jane»
5. «Lonesome Cowboy Bill»
6. «New Age»
7. «Beginning to See The Light»
8. «I’ll Be Your Mirror»
9. «Pale Blue Eyes»
10. «Candy Says»
11. «Sunday Morning»
12. «After Hours»
13. «Femme Fatale»
14. «Some Kinda Love»
15. «Lonesome Cowboy Bill» (Версия 2)

Диск 5 — Live at Second Fret, Philadelphia, 9 мая 1970
1. «I’m Waiting for the Man»
2. «What Goes On»
3. «Cool It Down»
4. «Sweet Jane»
5. «Rock & Roll»
6. «Some Kinda Love»
7. «New Age»
8. «Candy Says»
9. «Head Held High»
10. «Train Round the Bend»
11. «Oh! Sweet Nuthin'»

Диск 6 — DVD Audio
1. «Who Loves the Sun» (5.1 Surround Sound Remix)
2. «Sweet Jane» (5.1 Surround Sound Remix)
3. «Rock & Roll» (5.1 Surround Sound Remix)
4. «Cool It Down» (5.1 Surround Sound Remix)
5. «New Age» (5.1 Surround Sound Remix)
6. «Lonesome Cowboy Bill» (5.1 Surround Sound Remix)
7. «I Found a Reason» (5.1 Surround Sound Remix)
8. «Head Held High» (5.1 Surround Sound Remix)
9. «Train Round the Bend» (5.1 Surround Sound Remix)
10. «Oh! Sweet Nothing» (5.1 Surround Sound Remix)
11. «Who Loves the Sun» (5.1 Surround Sound to Stereo Downmixes)
12. «Sweet Jane» (5.1 Surround Sound to Stereo Downmixes)
13. «Rock & Roll» (5.1 Surround Sound to Stereo Downmixes)
14. «Cool It Down» (5.1 Surround Sound to Stereo Downmixes)
15. «New Age» (5.1 Surround Sound to Stereo Downmixes)
16. «Lonesome Cowboy Bill» (5.1 Surround Sound to Stereo Downmixes)
17. «I Found a Reason» (5.1 Surround Sound to Stereo Downmixes)
18. «Head Held High» (5.1 Surround Sound to Stereo Downmixes)
19. «Train Round the Bend» (5.1 Surround Sound to Stereo Downmixes)
20. «Oh! Sweet Nuthin'» (5.1 Surround Sound to Stereo Downmixes)
21. «Who Loves The Sun» (Стереоальбом)
22. «Sweet Jane» (Полная версия, Стереоальбом)
23. «Rock & Roll» (Полная версия, Стереоальбом)
24. «Cool It Down» (Стереоальбом)
25. «New Age» (Полная версия, Стереоальбом)
26. «Head Held High» (Стереоальбом)
27. «Lonesome Cowboy Bill» (Стереоальбом)
28. «I Found a Reason» (Стереоальбом)
29. «Train Round the Bend» (Стереоальбом)
30. «Oh! Sweet Nuthin'» (Стереоальбом)

## Участники записи
The Velvet Underground
- Лу Рид — вокал, ритм-гитара, фортепьяно
- Дуг Юл — бас-гитара, фортепиано, орган, соло-гитара, акустическая гитара, ударные, перкуссия, бэк-вокал, ведущий вокал в песнях «Who Loves the Sun», «New Age», «Lonesome Cowboy Bill», «Oh! Sweet Nuthin'» и «Ride Into The Sun (Session Outtake)».
- Стерлинг Моррисон — соло и ритм-гитары, возможно бэк-вокал
- Морин Такер — ударные: указана, но не появляется из-за декретного отпуска; на издании Fully Loaded поёт на ауттейке «I’m Sticking With You» и играет на ударных на демо «I Found a Reason»

Приглашённые музыканты
- Адриан Барбер[англ.] — ударные на «Who Loves the Sun» и «Sweet Jane»[12]
- Томми Кастанеро — ударные на «Cool It Down» и «Head Held High»
- Билли Юл — ударные на «Lonesome Cowboy Bill» и «Oh! Sweet Nuthin'»

Технический персонал
- Адриан Барбер — звукорежиссёр
- Джефф Хаслам, Шёл Каган и The Velvet Underground — продюсеры